# (11582) Bleuler
(11582) Bleuler (1994 PC14) – planetoida z grupy pasa głównego asteroid okrążająca Słońce w ciągu 4,87 lat w średniej odległości 2,87 j.a. Odkryta 10 sierpnia 1994 roku.